# Połaniec (gemeente)
De gemeente Połaniec is een stad- en landgemeente in het Poolse woiwodschap Święty Krzyż, in powiat Staszowski.
De zetel van de gemeente is in Połaniec.
Op 30 juni 2004 telde de gemeente 11 979 inwoners.

## Oppervlakte gegevens
In 2002 bedroeg de totale oppervlakte van gemeente Połaniec 74,92 km², waarvan:
- agrarisch gebied: 62%
- bossen: 19%

De gemeente beslaat 8,1% van de totale oppervlakte van de powiat.

## Demografie
Stand op 30 juni 2004:
| Omschrijving                   | Totaal | Totaal | Vrouwen | Vrouwen | Mannen | Mannen |
| ------------------------------ | ------ | ------ | ------- | ------- | ------ | ------ |
| eenheid                        | aantal | %      | aantal  | %       | aantal | %      |
| inwoners                       | 11 979 | 100    | 5999    | 50,1    | 5980   | 49,9   |
| bevolkingsdichtheid (inw./km²) | 159,9  | 159,9  | 80,1    | 80,1    | 79,8   | 79,8   |

In 2002 bedroeg het gemiddelde inkomen per inwoner 1985,27 zł.

## Aangrenzende gemeenten
Borowa, Łubnice, Osiek, Rytwiany